# Acrone
Acrone (in greco antico: Ἄκρων?, Ákrōn, in latino Acro; Agrigento, ... – ...; fl. V secolo a.C.) è stato un medico siceliota, vissuto nel V secolo a.C..
Medico di Agrigento a cui la scuola degli empirici faceva risalire la propria origine.

## Biografia

### Adolescenza
Acrone, figlio del celebre filosofo Zenone di Elea, nacque ad Agrigento nel quinto secolo a.C. Ancora giovane, andò ad Atene e studiò filosofia e retorica insieme ad Empedocle, suo concittadino.

### Dalla retorica alla medicina
Conclusi gli studi, Acrone si affermò ben presto come un abile retore. Le sue lezioni di retorica in pubblico e la sua abilità oratoria gli procurarono non poca ammirazione e fama tra i concittadini.
Dopo questo primo periodo della sua maturità, Acrone diresse il suo talento verso gli studi di medicina. 
Durante il suo apprendistato, compì molti viaggi in Egitto e in Asia, con lo scopo di raccogliere il maggior numero di informazioni dalle esperienze dei sacerdoti e dei medici in cui si imbatteva.

### La peste
Si dice che Acrone abbia applicato una soluzione taumaturgica appresa in Egitto in occasione della peste del 430 a.C. ad Atene, e che, dietro suo consiglio, furono accesi dei fuochi di grandi dimensioni per le strade allo scopo di purificare l'aria. La soluzione si rivelò efficace e salutare per molti malati.
Va tuttavia tenuto presente che non si fa menzione di questo fatto in Tucidide, e inoltre, anche se fosse vero che Empedocle o Simonide (morto nel 467 a.C.) scrissero l'epitaffio in onore di Acrone, ciò non implica necessariamente che quest'ultimo si trovasse ad Atene durante la peste.

### L'apice della fama
Il suo talento come medico e il suo nuovo approccio alla medicina gli procurarono ammirazione e stima tali che gli fecero meritare l'epiteto di sommo o supremo tra i medici (lo stesso nome, Acrone, significa sommo). 
Tuttavia allo stesso modo, la fama gli procurò non pochi nemici, tra i quali spicca Empedocle, suo concittadino ed amico d'infanzia, il quale provava invidia del successo di Acrone. 
Diogene Laerzio ci racconta che avendo domandato Acrone agli Agrigentini, come premio dei suoi meriti, un luogo in città dove poter fabbricare una tomba destinata alla sua famiglia, Empedocle adoperò tutta la sua eloquenza affinché tale privilegio non gli venisse accordato.
Nonostante queste opposizioni, i cittadini acconsentirono facilmente a queste richieste e sulla lapide fu inciso un ironico epitaffio attribuito ad Empedocle o a Simonide e dedicato ad Acrone, che verrà riportato in greco antico per preservare la paronomasia dell'originale:
Ακρον ιητρον Ακρων' Ακραγαντινον πατρος ακρου
Κρύπτει κρημνός άκρος πατρίδος ακροτάτης
Di esso ci è pervenuta anche una versione in latino : "Acronem summum Medicum summo patre natum, in summa tumulus summus habet patria.", ovvero: "Acrone, il più eminente tra i medici, figlio di un padre eminente, giace in questa rupe eminente della sua patria eminente".

### La scuola di medicina
In Sicilia Acrone fondò una scuola di medicina, la quale aveva come punto cardine l'esperienza concreta dei fatti e il rifiuto di tutto quello che ad essi non si atteneva scrupolosamente.
Per questi motivi Plinio il Vecchio lo considera il fondatore della scuola degli empirici. A tale dottrina aderì anche Empedocle, sebbene se ne discostasse per alcuni principi filosofici.

## Contributo alla medicina
L'innovazione che Acrone introdusse nella medicina del tempo fu la maggiore attenzione riservata ai fatti. 
Il medico agrigentino dedicò gran parte della sua vita alla lotta contro i filosofi e i medici del tempo, accusandoli di aver ridotto la medicina a metafisica e di averla assoggettata a speculazioni filosofiche. 
Egli sosteneva che la medicina dovesse dipendere unicamente dalla pura esperienza, dall'esatta osservazione dei fatti e che tutte le astratte speculazioni non erano solo superflue, ma anche dannose.

## Opere
Acrone scrisse alcuni libri, tra i quali il "De Arte Medica libros dorica lingua" e il "De salubri victus ratione librum unum".
Tuttavia nessuna delle opere del medico agrigentino ci è pervenuta, probabilmente perché andate distrutte in seguito all'incendio che colpì la Biblioteca di Alessandria, dove venivano custodite.
Nonostante ciò, notizie sui titoli di molte opere di fisica e medicina scritte in dialetto dorico ci vengono riportate dal Suda e da Eudocia